# Шмит, Николас
Николас Шмит (люкс. Nicolas Schmit; род. 10 декабря 1953, Дифферданж, Эш-сюр-Альзетт, Люксембург) — люксембургский дипломат и политик, еврокомиссар (2019—2024).

## Биография
В 1970-е годы учился в Институте политических исследований (Экс-ан-Прованс), в 1982 году получил докторскую степень на факультете права и экономики в одном из университетов, послуживших позднее основой для университета Экс-Марсель.
В 1978—1979 годах занимался изучением проблем мировой экономики в университете Экс-Марсель III, затем до 1983 года занимался экономическими вопросами в аппарате люксембургского правительства, впоследствии работал во внешнеполитическом ведомстве.
С 1998 по 2004 год — постоянный представитель Люксембурга при Европейском союзе в Брюсселе, в 2004 году назначен младшим министром иностранных дел и иммиграции Люксембурга.
23 июля 2009 года вступил в должность министра труда, занятости и иммиграции Люксембурга в правительстве Жана-Клода Юнкера.
4 декабря 2013 года при формировании правительства Ксавье Беттеля получил портфель министра труда, занятости, социальной и солидарной экономики, а 5 декабря 2018 года ушёл в отставку.
26 мая 2019 года избран в Европейский парламент по списку Люксембургской социалистической рабочей партии, получив около 39 тысяч голосов.
10 сентября 2019 года вошёл в должности европейского комиссара занятости и социальных прав в опубликованный список формируемой Комиссии фон дер Ляйен.